# Suitland (Metro de Washington)
Suitland es una estación en la línea Verde del Metro de Washington, administrada por la Autoridad de Tránsito del Área Metropolitana de Washington. La estación se encuentra localizada en 4500 Silver Hill Road en Suitland, Maryland. La estación Suitland fue inaugurada el 13 de enero de 2001.

## Descripción
La estación Suitland cuenta con 1 plataforma central. La siguiente estación es Naylor Road y de la que procede es la estación Avenida Branch de la línea Verde. La estación también cuenta con 1,890 de espacios de aparcamiento. 

## Conexiones
La estación cuenta con las siguientes conexiones de autobuses: 

 D212, D24, D14
K12, K13, P12
V12, TB34, 903